# Bettina Lüscher
Bettina Lüscher (* 1962) ist eine deutsche Journalistin und Moderatorin. Sie ist Hauptsprecherin des Welternährungsprogramms der Vereinten Nationen in New York City.

## Leben
Nach ihrem Schulabschluss arbeitete Bettina Lüscher parallel zu ihrem Politikstudium in Münster von 1981 bis 1983 als freie Reporterin für die Münstersche Zeitung sowie beim WDR-Hörfunk. Ein Fulbright-Stipendium ermöglichte ihr das Sammeln erster Fernseherfahrungen beim Campus-Sender als sie an der University of Wisconsin–Madison einen Master of Arts (M.A.) zwischen 1983 und 1985 in Politikwissenschaft absolvierte. Es folgte ein Praktikum bei CNN.
1984 erhielt sie schließlich eine Festanstellung als Video Journalist bei CNN Headline News in Atlanta, es folgte 1985 eine Versetzung ins damals neue CNN-Studio in Frankfurt am Main, von wo aus sie 1990 als Berichterstatterin den Zweiten Golfkrieg direkt miterlebte. 1991 war sie Moderatorin bei West 3 Aktuell und Co-Moderatorin der Aktuellen Stunde im WDR Fernsehen, bevor sie zu CNN zurück wechselte. In Atlanta moderierte sie als zur damaligen Zeit einzige deutsche Moderatorin von 1992 bis 1998 die CNN World News, womit sie 180 Millionen Haushalte weltweit erreichte, und gelegentlich weitere Sendungen wie American Edition moderierte. Im März 1998 kehrte Bettina Lüscher nach Deutschland zurück und co-moderierte aus dem n-tv-Studio in Berlin die Sendung CNN This Morning. Im Februar 2001 wurde sie die offizielle Deutschlandkorrespondentin von CNN und Büroleiterin in Berlin.
Nachdem sie 15 Jahre für CNN gearbeitet hatte, wechselte Bettina Lüscher ab 2004 zum Welternährungsprogramm der Vereinten Nationen, zuerst in Berlin, dann als Hauptsprecherin für Nordamerika in New York.